# Макинохара
Макинохара (яп. 牧之原市 Макинохара-си) — город в Японии, находящийся в префектуре Сидзуока. Площадь города составляет 111,68 км², население — 46 063 человека (1 августа 2014), плотность населения — 412,46 чел./км².

## Географическое положение
Город расположен на острове Хонсю в префектуре Сидзуока региона Тюбу. С ним граничат города Симада, Омаэдзаки, Кикугава и посёлок Йосида.

## Население
Население города составляет 46 063 человека (1 августа 2014), а плотность — 412,46 чел./км². Изменение численности населения с 1980 по 2005 годы:
| 1980 | 48 835 чел. |  |
| 1985 | 50 508 чел. |  |
| 1990 | 51 308 чел. |  |
| 1995 | 52 067 чел. |  |
| 2000 | 51 672 чел. |  |
| 2005 | 50 645 чел. |  |

## Символика
Деревом города считается чай, цветком — гортензия.